# Argile de Yixing

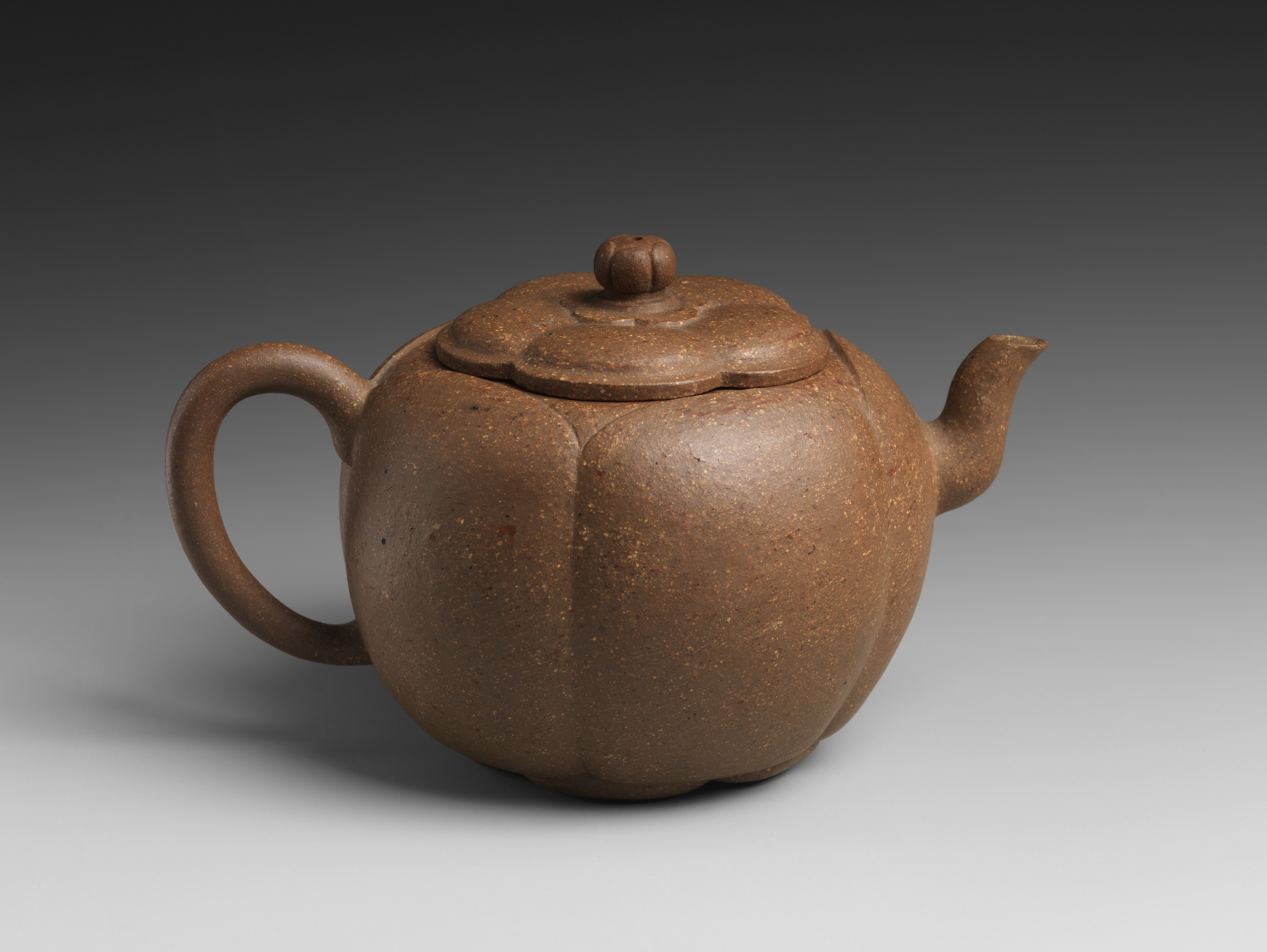
Théière en grès de Yixing, début XVIIe siècle, H. 9.5 cm.
The Metropolitan Museum of Art.

L'argile de Yixing (宜興) est une sorte d'argile de grès produite dans la région de la ville de Yixing dans la province du Jiangsu en Chine, dont on forme de petits objets de couleur rouge ou brune, en général non vernis. La glaise utilisée pour les objets de Yixing est de très bonne texture et peut être modelée très facilement, depuis des tas, des galettes, mais également au lancer. Les objets les plus célèbres fait avec de la glaise Yixing sont les théières (宜興紫砂壺; yixing hú), qui sont considérées comme les meilleurs en Chine et sont indispensables au gongfu cha (l'art du thé).

## Types

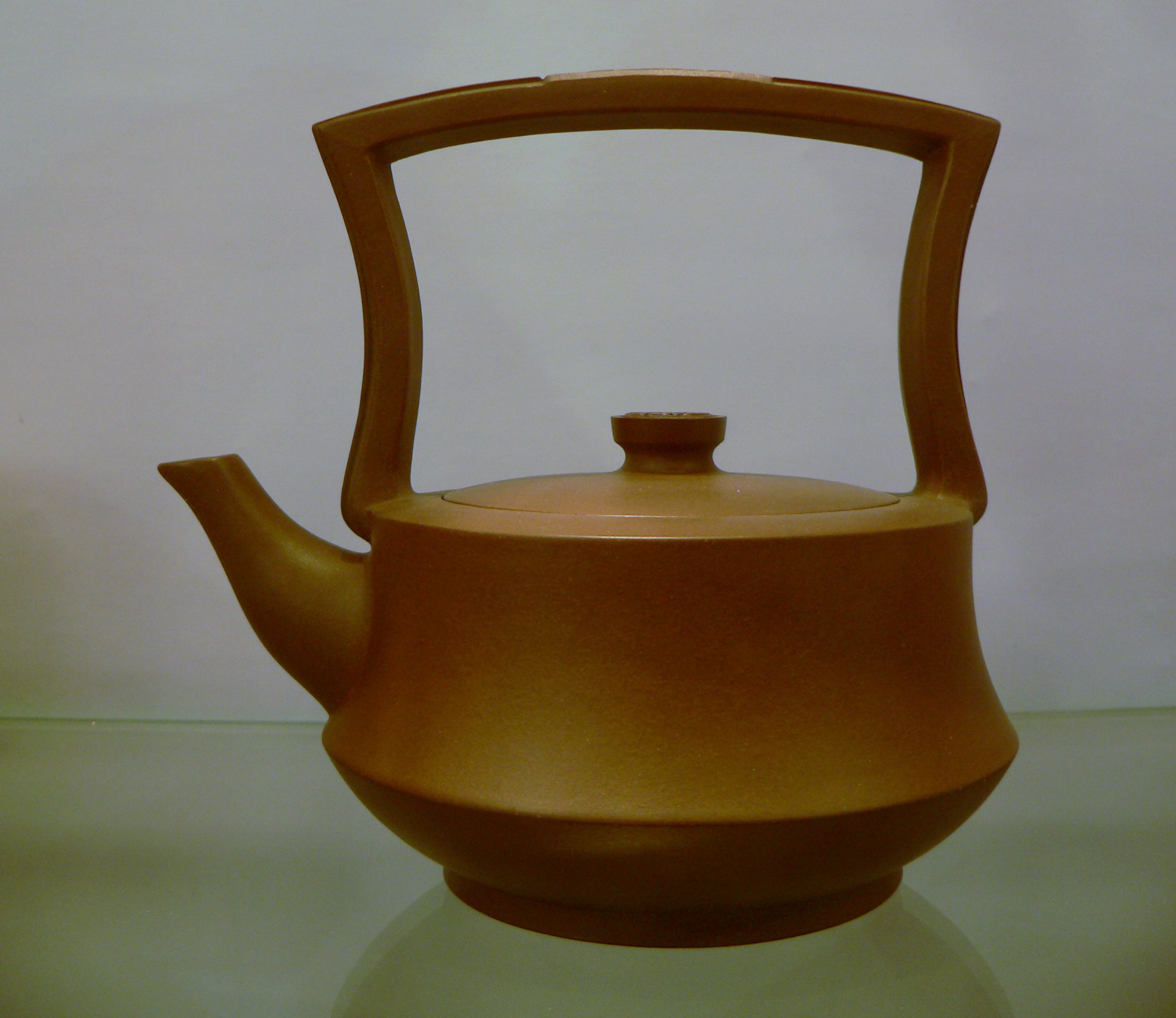
Théière en terre de Yixing avec anse

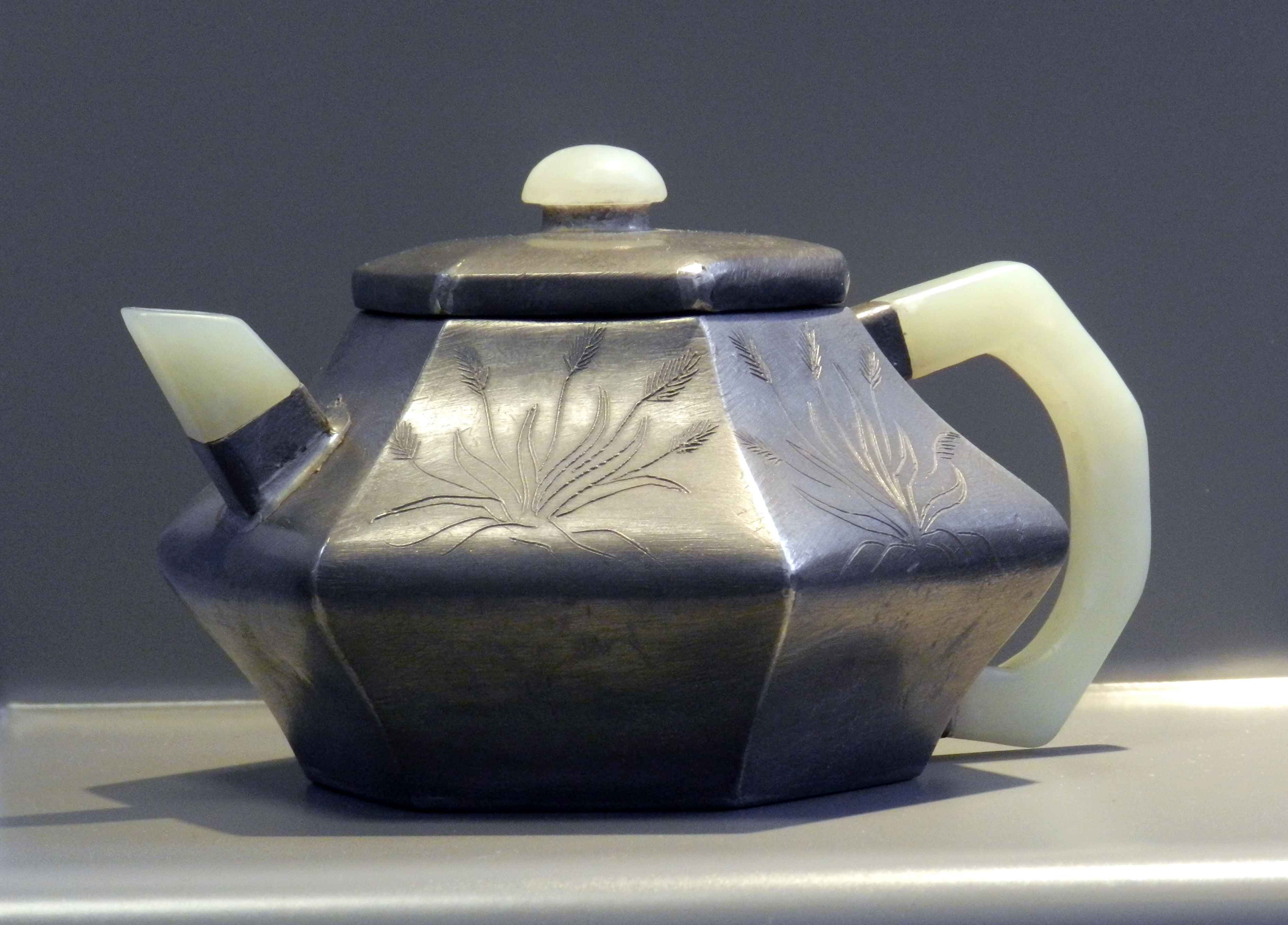
Théière, grès de Yixing recouvert d'étain à décor gravé ; jade. Musée royal de Mariemont.

Les termes « glaise yixing », et aussi « glaise zisha », sont souvent utilisés pour référencer trois types de grès :
- Zisha ou zini (紫砂 ou 紫泥 ; littéralement « sable pourpre d'argile ») : un grès brun foncé qui donne son nom au type de grès de Yixing.
- Zhuni (朱泥 ; littéralement, « glaise cinabre ») : un grès rouge brique qui donne une glaise contenant un fort taux de fer. Le nom se réfère seulement à la couleur quelquefois rouge vif de la cinabre (朱砂 ; pinyin : zhūshā) et ne contient pas le minerai lui-même. Il y a à l’heure actuelle 10 mines qui en produisent. Cependant, à la suite de la constante augmentation de la demande pour le grès Yixing, le zhuni n’est disponible qu’en petite quantité, et sa qualité serait en baisse selon certains. Le zhuni ne doit pas être confondu avec le hongni (红泥, littéralement, « glaise rouge », une glaise rouge de qualité inférieure. Bien que similaire en coloris avec le zhuni, le hongni n’a pas les mêmes propriétés physiques que le zhuni. La plupart des hongni est industrielle qui est employée pour produire en masse de moins bonne qualité.
- Duanni (鍛泥 ; littéralement, « argile fortifiée ») : le grès contenant de microminéraux comme la glaise zini ou zhuni ; il en résulte des textures et couleurs variées : beige, bleu, vert au noir.

Il est possible de trouver de nombreux objets qui ne sont pas issus de ces types de terre. L'industrialisation de la confection de pot ou de théière, et le commerce vers l'extérieur de la région ont ouvert la porte à des pratiques d'addition de minéraux ou autres substances et de mélange d'argile.

## Production
Les matériaux bruts pour la glaise yixing sont creusés très profondément sous terre, parfois sous des roches lourdes de dépôts sédimentaires. Une fois excavé, il est habituellement situé dans des couches stratifiées d'autres argiles. L'épaisseur d'une couche du zisha yixing va de plusieurs décimètres à un mètre. L'argile de Yixing consiste en de la vase contenant des métaux, du mica, de la kaolinite et une quantité variable de quartz et de fer comme constituants minéraux principaux.
Le traitement de la glaise commence par un séchage à ciel ouvert, puis la glaise séchée est pulvérisée en fins morceaux. La poudre de glaise est ensuite passée au tamis, puis mélangée à de l’eau jusqu’à obtenir une pâte, empilée en tas et traitée pour évacuer les bulles d’air. La qualité et la quantité d’eau dans la glaise déterminent la qualité des produits finis. Après ces procédés, la glaise est prête à l’emploi.
La glaise yixing subit un petit rétrécissement à la cuisson, et produit des objets de très bonne résistance. L’apparence des produits yixing, comme la couleur et la texture, peuvent être modifiés par les artisans au travers de l’ajout de différents métaux oxydants dans la glaise.
Les potiers de Yixing ont su s'adapter au fil des siècles à la demande des marchands étrangers, qu'ils viennent d'Asie (Thaïlande, Corée ou Japon) ou d'Europe (principalement de Hollande, Angleterre et France) et ce dès le XVIIe siècle et plus encore au XVIIIe siècle. Dans certains cas, ces artisans ont créé des formes et des modèles spécifiquement adaptés à leurs clients; c'est ainsi qu'une production importante a été exportée à destination de l'Europe durant une bonne partie du XVIIIe siècle.

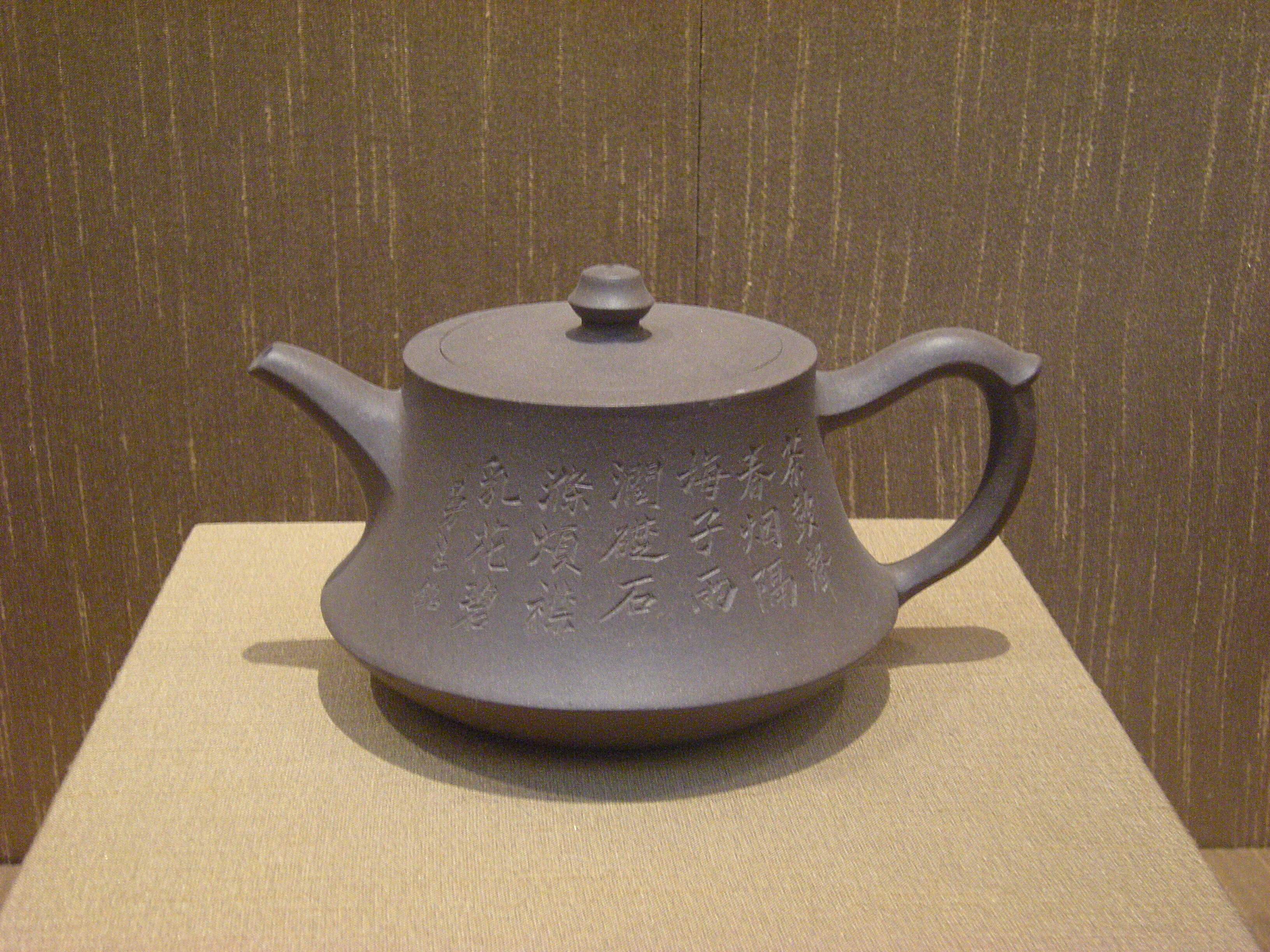
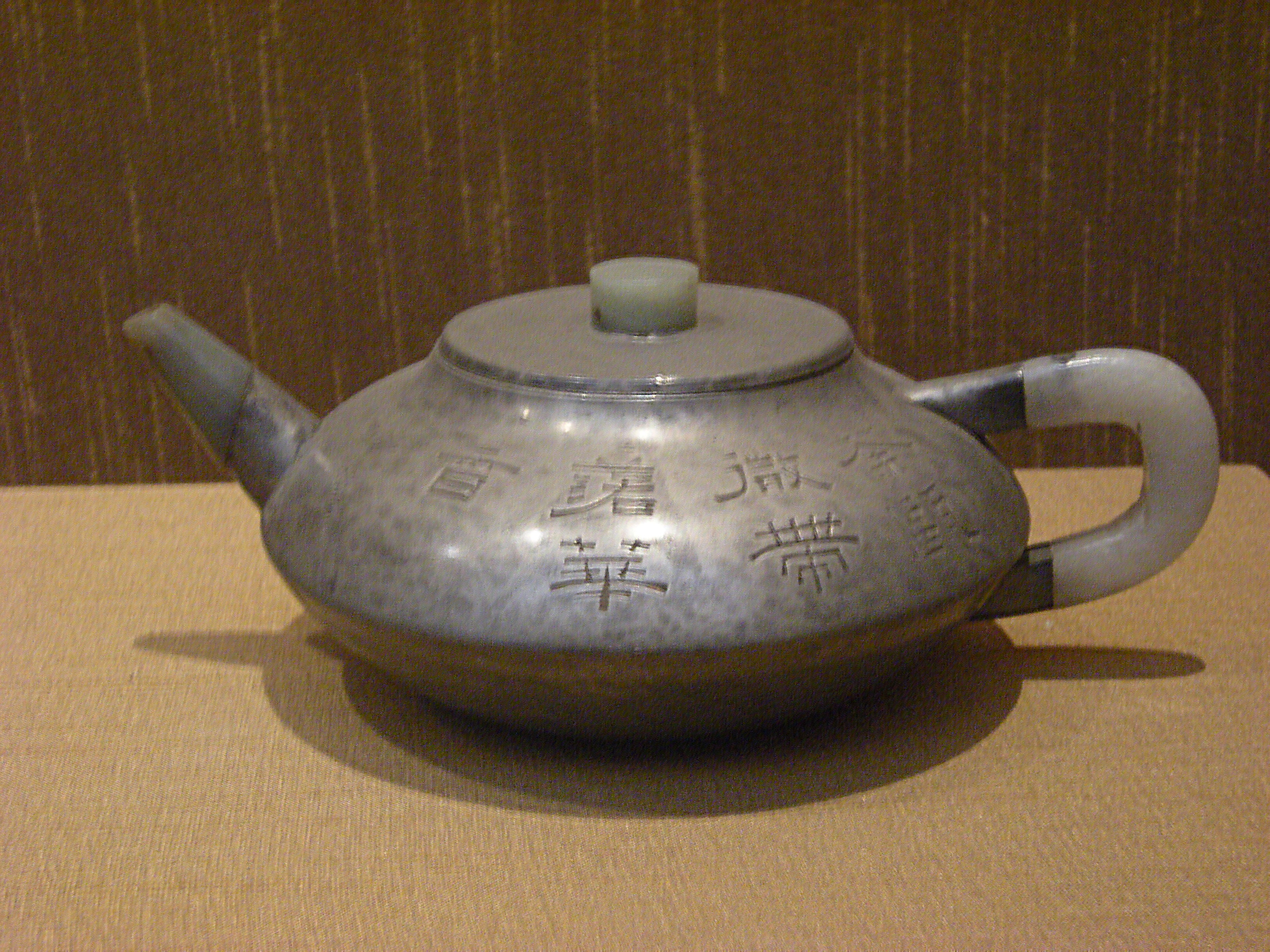
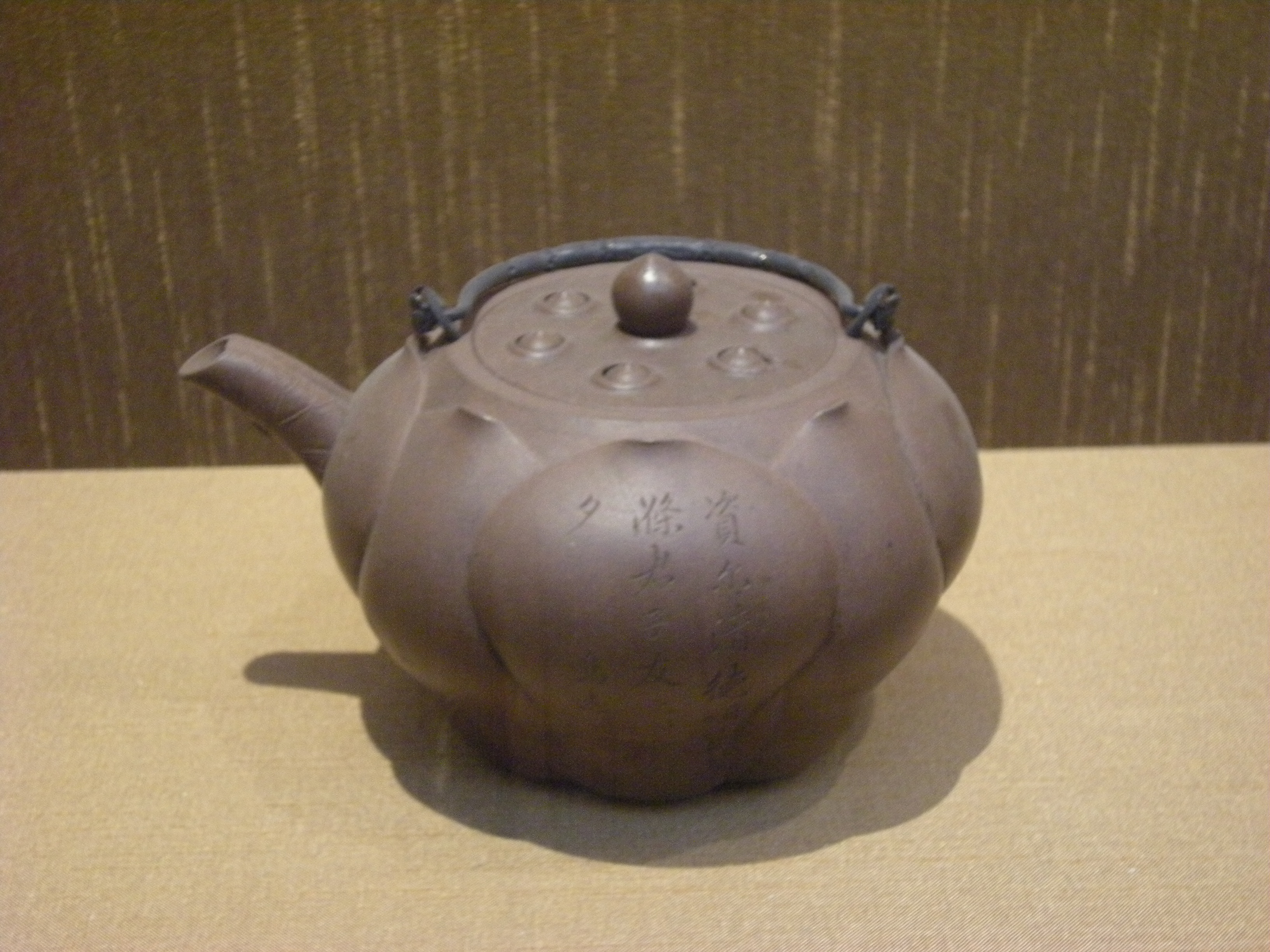